# Captain Beefheart and His Magic Band
Captain Beefheart & His Magic Band – amerykańska awangardowa grupa rockowa istniejąca w latach 1965–1982.

## Historia grupy
Założycielem zespołu był gitarzysta grupy Omen – Alex Snouffer (ps. Alex St. Claire). Za datę powstania Captain Beefheart and His Magic Band uważa się 28 lutego 1965, gdy Snouffer ostatecznie zwerbował jako wokalistę Dona Vlieta. Stosunkowo częste zmiany muzyków zaowocowały aż 42 różnymi składami zespołu. Za klasyczny uchodzi skład: Don Van Vliet (ps. Captain Beefheart): wokal, harmonijka, saksofony tenorowy i sopranowy, klarnet basowy, musette, shenai i inne; Bill Harkleroad (ps. Zoot Horn Rollo): gitara; Jeff Cotton (ps. Antennae Jimmy Semens): gitara; Mark Boston (ps. Rockette Morton): gitara basowa; John French (ps. Drumbo): perkusja, wokal, gitara, gitara basowa, marimba. Inni muzycy, których należy wymienić to: Art Tripp (ps. Ed Marimba): perkusja, marimba; Elliot Ingber (ps. Winged Eel Fingerling): gitara; Roy Estrada (ps. Orejon): gitara basowa; Bruce Fowler: puzon; Denny Walley (ps. Feelers Reebo): gitara; Eric Drew Feldman (ps. Black Jew/Jewel Kitabu): gitara basowa, instr. klawiszowe, melotron; Jeff Morris Tepper (ps. White Jew/Jewel): gitara. Oprócz Feldmana i Teppera wszyscy ci muzycy grali uprzednio w grupie Franka Zappy Mothers of Invention lub w solowych projektach Zappy.
Captain Beefheart and His Magic Band był początkowo zespołem bluesowym. Po zdobyciu władzy z grupie przez Dona Van Vlieta nastąpiła jej szybka, bo zaledwie 2-letnia, ewolucja w stronę krańcowej awangardy. W 1967 r. ukazuje się pierwszy ich album Safe as Milk o charakterze bluesowym, rhythm & bluesowym i rockowym. W 1968 r. miał się ukazać podwójny album It Comes to You in a Plain Brown Wrapper, ale ostatecznie najpierw ukazała się płyta Strictly Personal, a w dwa lata później Mirror Man. Album Strictly Personal śmiało zapowiadał awangardowe aspiracje grupy. Mirror Man był zapisem jamowej sesji nagraniowej testującej improwizatorskie możliwości muzyków i umiejętności nowego gitarzysty Jeffa Cottona. Strictly Personal, mimo niezgodnego z intencjami muzyków zmiksowania przez ich producenta, jest niezmiernie interesującą płytą i niezmiennie cieszącą się dużą popularnością wśród fanów. Najlepsze utwory (np. „Trust Us”) są uważane za wybitne przykłady ambitnej i psychodelicznej (bo w tym stylu został album zmiksowany) muzyki rockowej.
Po prawie rocznym przebywaniu w odosobnieniu w bardzo ciężkich warunkach (zespół nie miał pieniędzy, odżywiał się tylko puszkowaną soją i tym, co zdołali ukraść) grupa wydała w 1969 r. przełomowy dla muzyki światowej album Trout Mask Replica, który został nagrany w ciągu 4.5 godziny. Muzyka zawarta na tym podwójnym wydawnictwie była tak awangardowa, że nie miała precedensu. Najbardziej nowatorskie utwory składały się z segmentów. Koniec segmentu wytyczony był momentem, w którym wszyscy muzycy grający swoje partie (nauczone na pamięć, bez jakichkolwiek improwizacji) w różnych strukturach rytmicznych (np. jeden gitarzysta grał swoją partię w rytmie na 4/4, drugi – na 3/4, a basista np. 2/4)i w dodatku z niejednakową liczbą taktów (gitarzysta mógł mieć swoją partię 3-taktową, a basista – 5-taktową) schodzili się razem. I w tym momencie następował nowy segment. W utworach tych nic się więc nie powtarzało, każda chwila przynosiła nowe zderzenia dźwięków i rytmów. Jedynymi elementami improwizowanymi w tych utworach były partie wykonywane przez Dona Van Vlieta na saksofonach (i innych instrumentach dętych) i Victora Haydena (ps. The Mascara Snake) na klarnecie basowym. Album otwiera utwór „Frownland” zaczynający się w rytmie na 7/8. Później każdy z muzyków wykonywał ściśle swoją partię rytmiczną w swojej tonacji do momentu zejścia się.
W październiku 1970 r. ukazał się następny album grupy Lick My Decals Off, Baby. W niczym nie ustępował swemu poprzednikowi, był subtelniejszy od brutalnego Trout Mask Replica i bardziej wyrafinowany.
Następne dwa albumy zespołu The Spotlight Kid (wyd. 1.1972) i Clear Spot (wyd. 5.11.1972) były próbą wejścia na rynek komercyjny, jednak mimo wysokiej jakości muzyki – nieudaną.
Zespół zmienia producenta, co okazało się tragicznym błędem. Plonem tego okresu są trzy albumy: Unconditionally Guranteed (wyd. 3.1974), Bluejeans & Moonbeams (wyd. 10.1974) i koncertowy London 1974. Te dwie ostatnie płyty nie zostały nigdy uznane przez Dona Van Vlieta za płyty zespołu. Fani zespołu grupę, która nagrała te albumy nazwali Captain Beefheart & His Tragic Band.
W 1975 r. Don Van Vliet współpracował z Frankiem Zappą i w składzie jego grupy odbył z nim tournée. Plonem jest koncertowy album Bongo Fury (nagr. 21 i 22 maja 1975 r.).
W 1976 r. nowy zespół Van Vlieta nagrał znakomity album Bat Chain Puller, który po procesie sądowym stał się własnością Franka Zappy i do dziś nie został wydany. Utwory z tej płyty znalazły się na trzech następnych albumach, jednak w nowych opracowaniach.
Na nagranie nowego albumu Don Van Vliet decyduje się dopiero w 1978 r. 13.10.1978 r. ukazał się kolejny album zespołu Shiny Beast (Bat Chain Puller). Instrumentarium zespołu zostaje poszerzone o instrumenty klawiszowe (melotron i syntezator).
W sierpniu 1980 r. zespół wydał jeden z najlepszych swoich albumów Doc at the Radar Station, który w niczym nie ustępował arcydziełom grupy z przełomu lat 1969/1970.
31 sierpnia 1982 r. ukazała się płyta Ice Cream for Crow'. Bardzo dobra, aczkolwiek tworzona w pośpiechu, ustępuje nieco najlepszym albumom. Stanowi jednak solidne zakończenie działalności tej jedynej w swoim rodzaju grupy.

## Wypowiedzi o zespole
- Wpływ członków Magic Bandu od 1972 r., zarówno potwierdzony, jak i nie, był ogromny. Ani europejski art rock począwszy od Henry Cow, ani cały ruch punk rocka nie byłby taki sam bez nich. Od Paula McCartneya do Micka Jaggera i Kurta Cobaina i wielu więcej artystów głównego nurtu, wszyscy oni zawdzięczają inspirację Magic Bandowi, i wszyscy oni wyrazili to w jakimś czasie w druku.(Henry Kaiser)

- Naprawdę nie przypuszczam, że jakikolwiek inny zespół muzyków osiągnął Magiczność – jak ta grupa. Ich zespołowa muzyka jest na poziomie osiągniętym jedynie przez takie indywidualności jak Jimi Hendrix. (...) To, co oni grają, to nie jest muzyka... Decals nie jest ludzką muzyką – lub co najmniej, nie z ludzkiej świadomości – i, według mojej wiedzy, jest to jedyna rockowa płyta i mogę się o to założyć, jedyna płyta jakiegokolwiek rodzaju /muzyki/, na której grają ludzie, a nie komputery (...) i to przeraża. (...) Magic Band gra w wyróżniających się, zachwycająco zdyscyplinowanych muzycznych strukturach – z wyjątkiem tego, że takie struktury nigdy przedtem nie istniały – i z takim zrozumieniem rytmu, że powtarzam, (...) było to całkowicie poza granicą poprzednich możliwości.(Phil MacNeill o Lick My Decals Off, Baby)

- (...) używając znanej już techniki z robienia filmów (Andy Warhol), jazzu (Albert Ayler) i malowania (Francis Bacon), Captain Beefheart wybrał dotarcie do nas przez brzydotę. Wie, że większość z nas odrzuci go, ale spodziewa się, że ta garstka, która pozostała aby go słuchać, otrzyma więcej od niego niż otrzymują miliony, które słuchają (ale być może nie słyszą!) tych wielkich, słynnych gwiazd. (...) Poza tym głosem jest ciepły i samotny człowiek, a niektóre z jego piosenek mają dziwny czar (...)(Charlie Gillet)

- On /Captain Beefheart/ kiedyś powiedział, że naprawdę potrzebuje nowej formy sztuki. I wreszcie ze swoją muzyką może prawie powiedzieć, że stworzył taką. Swoimi instrumentami, swoim głosem (którego używa jak instrumentu z widocznie nieograniczoną skalą i barwą), swoim całym ciałem i swoim Magic Bandem, Captain Beefheart wyraża powszechne emocje. Musisz czuć jego muzykę, nie jest ona czymś do intelektualizowania...(Steve Peacock)

- Ta muzyka jest tak prawdziwie surrealistyczna w swojej fascynacji rzucania czaru, jak patrzenie na jeden z tych nieokreślenie groźnych przedmiotów dadaistycznych, jak filiżanka wykonana z futra... Z Kapitanem wszystko jest dziwne. (Michael Watts)

- Wszystko, co mogę powiedzieć, to że Beefheart i grupa nie są wegeterianami, oni są kanibalami. Ich muzyka zjawia się nagle i zjada słuchaczy. (Nick Kent)

- Gdy pierwszy raz słyszałem Trout Mask Replica, miałem 15 lat i myślałem, że to była najgorsza rzecz jakiej kiedykolwiek słuchałem. Mówiłem do siebie, oni nawet się nie starają! To była po prostu bezładna kakofonia. Potem posłuchałem tego dwa razy, ponieważ nie mogłem uwierzyć, że Frank Zappa zrobiłby to mnie – i ponieważ podwójny album kosztuje dużo pieniędzy. Za trzecim razem zrozumiałem, że oni robią to celowo; oni chcieli aby to brzmiało dokładnie w ten sposób. Za szóstym czy siódmym razem, zaskoczyłem i pomyślałem, że to był najlepszy album jaki kiedykolwiek słyszałem. (Matt Groening – twórca The Simpsons i Futuramy o Trout Mask Replica)

- Moja pierwsza reakcja była podobna do mojej reakcji po (pierwszym) przesłuchaniu Little Richarda czy The Ramones; nie wiesz, co o tym myśleć. Podejrzewasz, że jest to beznadziejne tylko dlatego, że to nie przypominało niczego innego, czego słuchałeś przez całe swoje życie. Kimkolwiek jesteś, twój system wartości oparty jest na porównawczych osądach i nie możesz słuchać czegoś w pewnego rodzaju stanie łaski, a Trout Mask Replica nie miał punktów odniesienia. Mogłeś podchodzić do niego z dowolnego kierunku, mogłeś interpretować go w każdy sposób, ponieważ on nie przypominał niczego, czego doświadczyłeś. I jestem pewny, że moją pierwszą reakcją było: spartolił to. (John Peel o Trout Mask Replica, który to album uważał za najlepszą kiedykolwiek nagraną płytę)

## Dyskografia oficjalna
- 1. Safe as Milk (1967)
- 2. Mirror Man (nagr. 1968, wyd. 1970)
- 3. Strictly Personal (1968)
- 4. Trout Mask Replica (1969)
- 5. Lick My Decals Off, Baby (1970)
- 6. Spotlight Kid (1972)
- 7. Clear Spot (1972)
- 8. Unconditionally Guaranteed (1974)
- 9. Bluejeans & Moonbeams (1974 – nieuznany)
- 10. Shiny Beast (Bat Chain Puller) (1978)
- 11.Doc at the Radar Station (1980)
- 12.Ice Cream for Crow (1982)

## Inne albumy oficjalne ibootlegi
- 1. The Legendary A & M Sessions (1984)
- 2. I May Be Hungry But I Sure Ain’t Weird. The Alternate Captain Beefheart (1992)
- 3. The Early Years 1959–1969 (bootleg)
- 4. Hoboism (2000) (bootleg)
- 5. Merseytrout. Live in Liverpool 1980 (bootleg)
- 6. The Original Bat Chain Puller. Bataclan (niewydany album, kopia z dość odległego od oryginału źródła + koncert z klubu Bataclan w Paryżu) (bootleg)
- 7. Bat Chain Puller (niewydany album, znakomita wersja z b. bliskiego oryginałowi źródła) (bootleg)
- 8. Somebody in My Home (Live in Paradiso, Amsterdam, 1.11.1980) (bootleg)
- 9. Out Here Over There (składanka z różnych koncertów) (bootleg)
- 10. Don’s Birthday Party (koncert w klubie Showbox w Seattle 15.1.1981 – 40 urodziny Dona Van Vlieta) (bootleg)
- 11. Dichotomy. Rarities (Out-takes & Demos from 60's and 70's) (bootleg)
- 12. Live in San Diego (16.2.1978) (bootleg)
- 13. Beastbag. Live at the Golden Bear 1978 (bootleg)
- 14. The Mirror Man Sessions (oryginalny Mirror Man + część nagrań z I May Be Hungry (...))
- 15. The London 1974 (nieuznany przez Dona Van Vlieta)
- 16. I’m Goin’ to Do What I Wanna Do. Live at My Father’s Place 1978 (oficjalny album z koncertu w Roslyn na Long Island z 18.11.1978 r. poprzednio znanego tylko z bootlegów)
- 17. Grow Fins. Rarities (1965–1982) (5-dyskowe wydawnictwo ze wspaniałym tekstem Johna Frencha)
- 18. The Dust Blows Forward (An Anthology) – 2 CD

## Single i EP (czwórki) amerykańskie
- 1. Diddy Wah Diddy/Who Do You Think You’re Fooling (3.1966)
- 2. Moonchild/Frying Pan (11.1966)
- 3. Moonchild/Here I Am I Always Am (tylko próbne tłoczenie)
- 4. Yellow Brick Road/Abba Zaba (9.1967)
- 5. Plastic Factory/Where There’s a Woman (promocyjny singel z 5.1970)
- 6. Diddy Wah Diddy (11.1970 – EP, cały nakład został natychmiast wycofany ze sklepów. Ocalało kilka egzemplarzy wysłanych dziennikarzom)
- 7. Click Clack/Glider (12.1971)(singel promocyjny)
- 8. Click Clack/I’m Gonna Booglarize You (2.1972)
- 9. Too Much Time/Mu Head Is My Only House Unless It Rains (11.1972)
- 10. Too Much Time/Too Much Time (11.1972 – tylko promocyjny z wersją mono)
- 11. Upon the My-O-My/I Got Love on My Mind (5.1974)
- 12. Ice Cream for Crow/Light Reflected Off the Oceands of the Moon (8.1982)

## Single i EP (czwórki) europejskie
- 1. Yellow Brick Road/Abba Zaba (brytyjski, 1.1968)
- 2. Moonchild/Who Do You Think You’re Fooling (brytyjski, 5.1968)
- 3. Too Much Time/My Head Is My Only House Unless It Rains (brytyjski, 1973)
- 4. Too Much Time/Low Yo Yo Stuff (brytyjski, 1973)
- 5. Upon the My-O-My/Magic Be (brytyjski, 5.1974)
- 6. Sure 'Nuff 'n Yes I Do/Electricity (brytyjski, 1978)
- 7. Light Reflected Off the Oceands of the Moon (brytyjska EP, 1982)
- 8. Six Pack, Six Track (brytyjska EP, 1978?, tylko 5000 sztuk)
- 9. Diddy Wah Diddy (brytyjska EP, 1971)